# Oliver Grob
Oliver Grob (* 5. Dezember 1996 in Cham ZG) ist ein Schweizer Inline-Speedskater und Eisschnellläufer. Bei den Weltmeisterschaften 2024 belegte er auf den Inline-Speed-Skates den 4. Rang im OneLap-Rennen. Weiter gewann er die Bronzemedaille bei den Eisschnelllauf-Europameisterschaften 2020 in Heerenveen im Teamsprint, zusammen mit seinen Teamkollegen, die erste internationale Medaille für die Schweiz.

## Sportlicher Werdegang

### Inlineskating

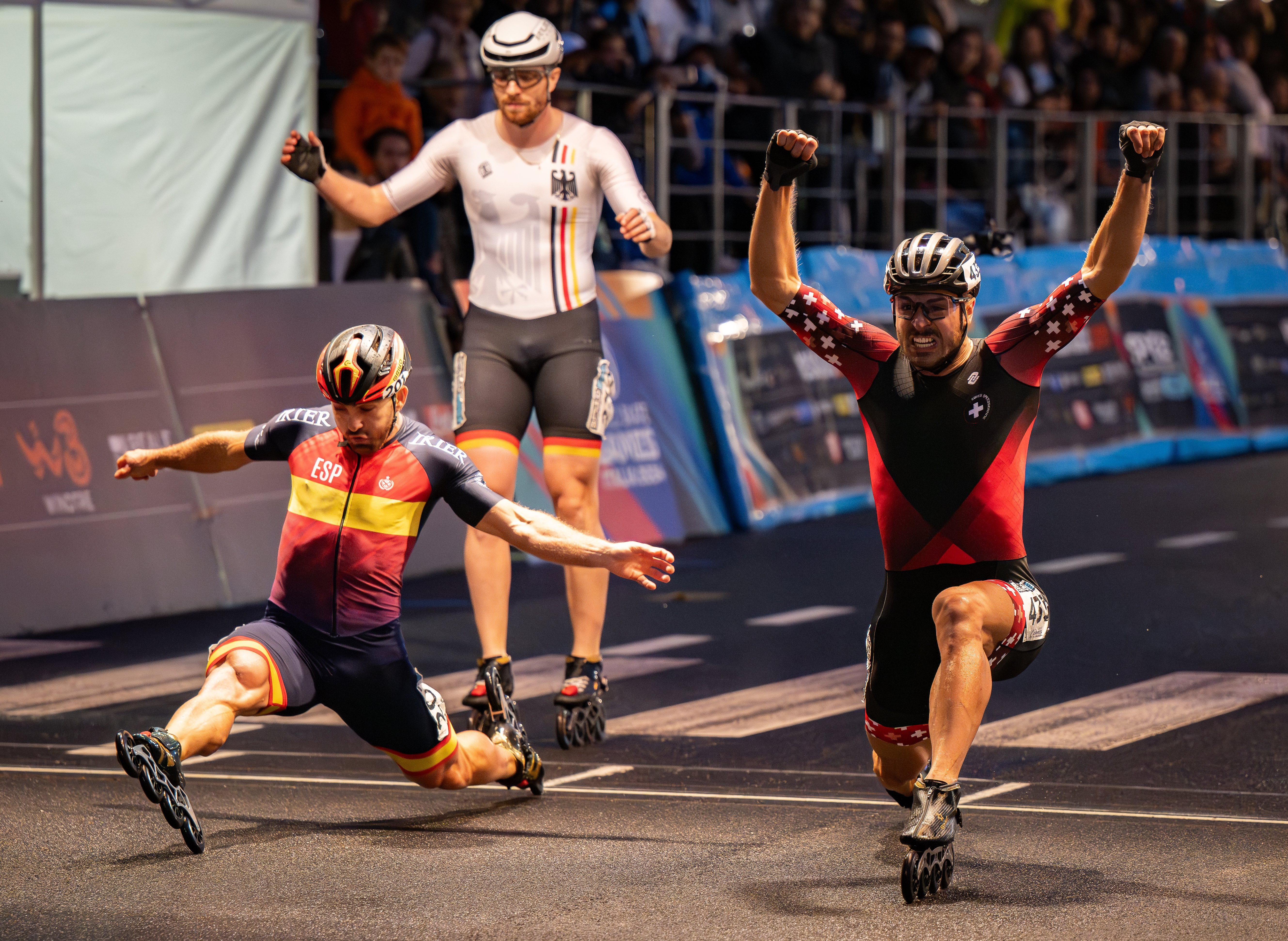
Oliver Grob an der Weltmeisterschaft 2024

Oliver Grob begann seine sportliche Karriere zunächst als Eishockeyspieler beim EV Zug, bevor er sich 2007 dem Inline-Speedskating widmete. Im Jahr 2011 nahm er erstmals an den Inline-Speedskating-Europameisterschaften teil, die in Italien stattfanden. Zwei Jahre später, bei der Europameisterschaft 2013 in Geisingen, gewann er seine ersten internationalen Medaillen: Bronze über 500 Meter und Silber in der 3000-Meter-Staffel.
Nach einem Trainerwechsel im Frühjahr 2022 verzeichnete Grob eine deutliche Leistungssteigerung. Bei der Inline-Speedskating-Weltmeisterschaft 2023 in Vicenza erreichte er erstmals die Top 10. Ein Jahr später, bei der Weltmeisterschaft 2024 in Montesilvano und Sulmona, qualifizierte er sich für den Final im OneLap-Rennen und belegte den vierten Rang. Zudem sicherte er sich die Qualifikation für die World Games 2025 in Chengdu, China.

### Eisschnelllauf

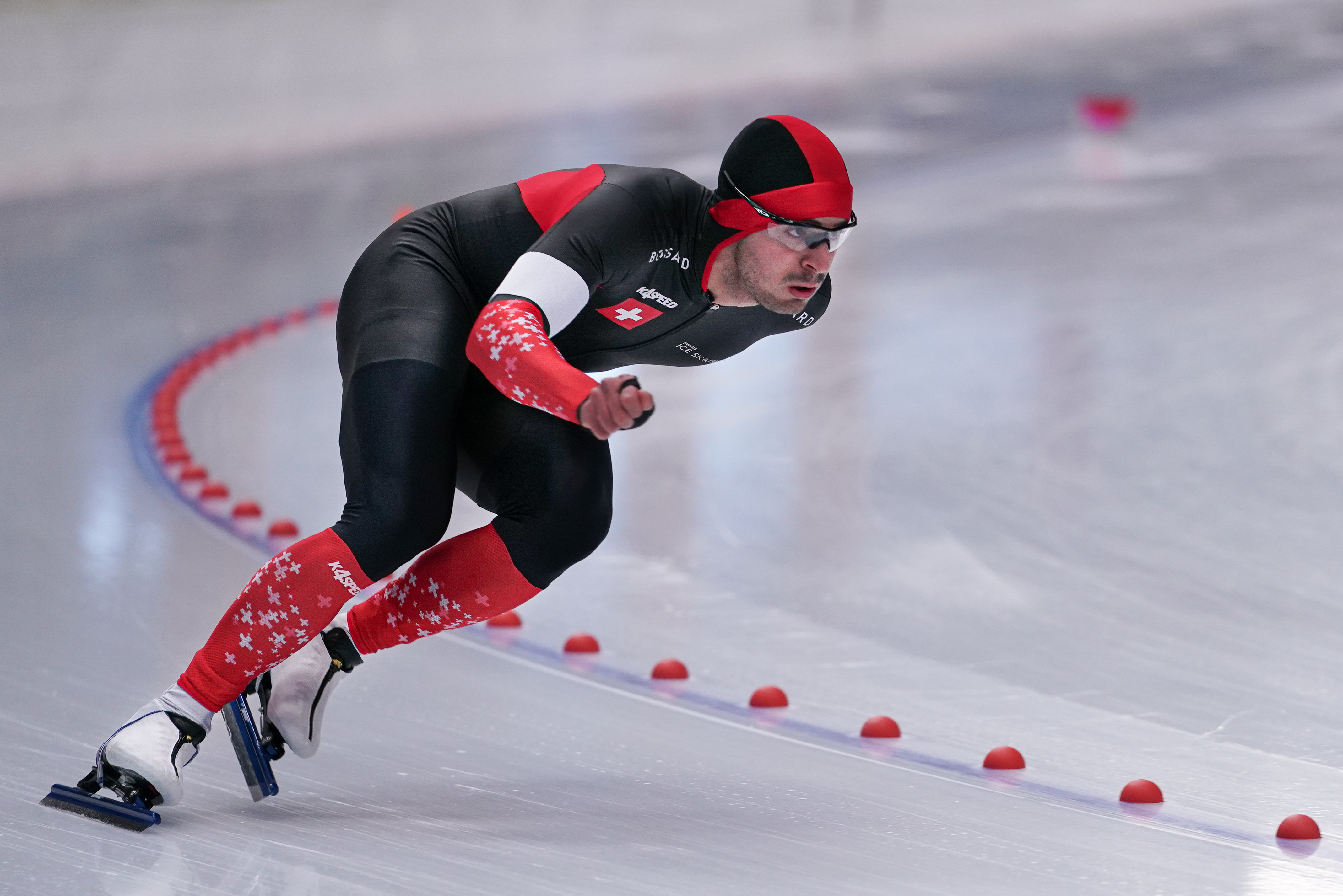
Oliver Grob im 1000 m

Grob begann 2012 parallel zu seiner Karriere im Inline-Speedskating mit dem Eisschnelllauf. Im Dezember 2015 nahm er als Junior erstmals an einem Eisschnelllauf-Weltcup im Massenstart teil, der im Thialf-Stadion in Heerenveen stattfand. Bis 2016 trainierte er überwiegend auf der 250-Meter-Kunsteisbahn Dolder in Zürich. Anschliessend zog er nach Inzell in Deutschland, wo er bis 2022 lebte und trainierte.
Im Sommer 2019 entwickelte Grob gemeinsam mit seinen Teamkollegen die Idee, im Teamsprint anzutreten. Bei seinem ersten Weltcup in dieser Disziplin, der in Minsk während der Saison 2019/20 stattfand, belegte das Team den sechsten Rang. In Tomaszów Mazowiecki erzielten sie einen siebten Platz, bevor ihnen in Nur-Sultan der Durchbruch gelang, wo sie den dritten Rang erreichten. Beim vierten Weltcup sicherte sich das Team schliesslich den zweiten Rang in der Gesamtweltcupwertung im Teamsprint.
Dank diesen Erfolgen qualifizierte sich das Team für die Eisschnelllauf-Europameisterschaft und die Eisschnelllauf-Weltmeisterschaft. Bei der Europameisterschaft im ausverkauften Thialf-Stadion in Heerenveen gewann das Team die Bronzemedaille. Einen Monat später belegten sie bei der Weltmeisterschaft im Utah Olympic Oval in Salt Lake City den fünften Rang.
In der Saison 2021/22 bestritt Grob Rennen in mehreren Disziplinen, darunter 500 Meter, 1000 Meter, 1500 Meter, Massenstart und Team Pursuit. Nach dieser Saison nahm er eine Auszeit vom internationalen Wettkampf. In der Folgesaison bestritt er lediglich die Schweizer Meisterschaft, die er für sich entscheiden konnte.
Seit 2023 trainiert Grob im Winter überwiegend im Utah Olympic Oval in Salt Lake City, um sich optimal auf kommende Wettkämpfe vorzubereiten.

## Persönliches
Grob lebt im Kanton Zug. Er verbringt jährlich mehrere Monate in Cartagena, Kolumbien, um sich dort optimal auf die Sommersaison vorzubereiten.
Grob begann seine Eisschnelllauf-Karriere auf dem Dolder in Zürich, einer Eisbahn mit einer Länge von 250 Metern. Im Sommer 2016 entschied er sich, alles auf die Karte Sport zu setzen, und begann, verstärkt zu reisen, um auf einer 400-Meter-Bahn zu trainieren. Von 2016 bis 2022 verbrachte er die Wintermonate im deutschen Inzell, wo er intensiv trainierte und von dort aus an internationalen Wettkämpfen teilnahm.
Grob reiste im Januar 2022 erstmals nach Kolumbien und trainierte dort mit Abel und Jose Paola.
An der Weltmeisterschaft 2022 im Inline-Speedskating in Buenos Aires betreute Abel Paola Grob, der dort seine bisher beste Weltmeisterschaft bestritt. Im September und Oktober 2023 reiste Abel Paola mit Grob nach Salt Lake City, um gemeinsam erste Erfahrungen auf dem Eis zu sammeln. Dies war ein Erfolg, da Grob seine Leistungen auf dem Eis weiter steigern konnte. Jose Paola begleitete Grob zur Weltmeisterschaft 2024, bei der er einen sehr guten 4. Platz belegte.

## Weitere Internationale Erfolge
- 2024: 4. Platz im OneLap an der Weltmeisterschaft in Montesilvano & Sulmona (ITA)
- 2024: 1. Platz im 100 m an der Swiss Skate Tour in Schaffhausen (SUI)
- 2024: 2. Platz im 200 m an der Palm Beach Challenge in Miami (USA)
- 2024: 2. Platz im 500 m an der Palm Beach Challenge in Miami (USA)
- 2023: 9. Platz im 100 m an der Weltmeisterschaft in Vincenza (ITA)
- 2023: 10. Platz im OneLap an der Weltmeisterschaft in Vincenza (ITA)
- 2022: 3. Platz im OneLap an der kolumbianischen Meisterschaft in Rionegro (COL)
- 2022: 2. Platz im 100 m an der kolumbianischen Meisterschaft in Rionegro (COL)
- 2022: 2. Platz im 100 m an der kolumbianischen Meisterschaft in Santa Marta (COL)
- 2022: 3. Platz im 200 m am Europacup in Oostende (BEL)
- 2022: 2. Platz im 300 m am Europacup in Gera (GER)